# Maseru
Maseru é a capital e maior cidade do Lesoto. É também capital do distrito de Maseru. Sua população no censo de 1996 era de 137.837 habitantes, a população estimada em 2004 era de 180.000 habitantes. A cidade fica nas margens do Rio Caledon, nas coordenadas 29°30' Sul, 28°0' Este (-29.5, 28.0).

## História
Maseru foi fundada pelos britânicos como um acampamento militar em 1869, após a conclusão das Guerras do Estado Livre-Bassoto, quando Basutolândia se tornou um protetorado britânico. Este acampamento militar foi erguido na orla dos "territórios conquistados" cedidos ao Estado Livre de Orange como parte dos termos de paz. Como um posto militar avançado de vigilância britânico contra os colonos do Estado Livre, estava localizada 24 quilômetros (15 milhas) a oeste da cidade-fortaleza do Rei Bassoto Moshoeshoe I, Thaba Bosiu, a capital de facto anterior. Uma movimentada cidade mercantil rapidamente cresceu ao redor do posto militar de Maseru, atraíndo Moshoeshoe I e seus súditos.
Maseru inicialmente funcionou como capital administrativa do protetorado entre 1869 e 1871, antes que a administração de Basutolândia fosse transferida para a Colônia do Cabo. Durante o governo no Cabo, entre 1871 e 1884, a Basutolândia foi tratada de forma semelhante aos territórios que foram anexados à força, para grande desgosto dos povos sotos. Isso levou à Guerra das Armas de Bassoto em 1881 e à queima de muitos edifícios em Maseru. Em 1884, a Basutolândia foi restaurada ao seu estatuto de colônia da Coroa, e Maseru foi novamente feita capital. 
Quando Basutolândia ganhou sua independência e se tornou o Reino do Lesoto em 1966, Maseru permaneceu como a capital do país.

## Economia
A economia da cidade está centrada em lojas de departamento e serviços financeiros, além de um grande comércio informal. As atividades servem de suporte ao turismo.
As indústrias de Maseru são principalmente de fabricação de velas, tapetes, têxteis e calçados. 

## Infraestrutura

### Transportes
Nos arredores de Maseru (na cidade de Mazenod) está o maior e mais movimentado aeródromo da nação, o Aeroporto Internacional Moshoeshoe I, também o único que recebe voos internacionais.

### Educação
A cidade possui um campus da Universidade Nacional do Lesoto (NUL), a maior e mais prestigiosa do país, além de sediar a Politécnica Lerotholi e possuir um campus da instituição privada Universidade Limkokwing de Tecnologia Criativa.

## Política

### Cidade-irmã
Maseru é geminada com:
- Austin, EUA